# Yaroslav I el Sabio
Yaroslav I el Sabio (Yaroslav Mudryi) (978-20 de febrero de 1054, Kiev) (en ucraniano: Ярослав Мудрий; en ruso: Ярослав Мудрый; nombre cristiano: Jorge; nórdico antiguo: Jarizleifr Valdamarsson; también puede verse escrito como Yaroslao) fue tres veces gran príncipe de Nóvgorod y Kiev, uniendo temporalmente ambos principados. Durante su largo reinado, la Rus de Kiev alcanzó el apogeo de su florecimiento cultural y poder militar.

## Su camino al trono

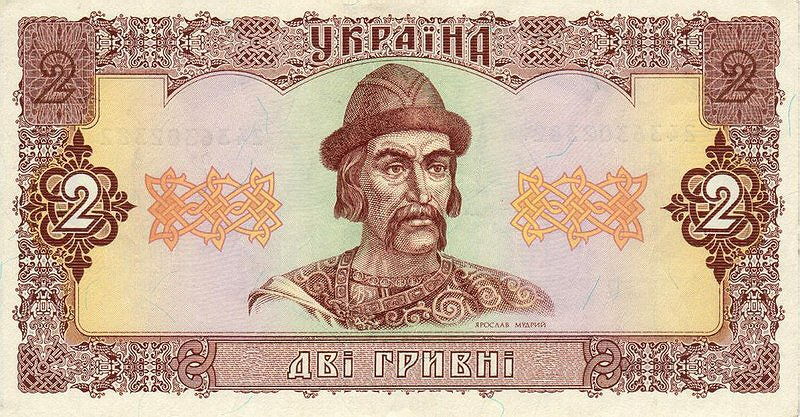
La grivna ucraniana representa a Yaroslav.

Los primeros años de Yaroslav están cubiertos de misterio. Fue uno de los numerosos hijos de Vladímir el Grande, probablemente el segundo con Rogneda de Pólatsk, aunque su edad real (según indica la Crónica de Néstor y lo corrobora el examen de su esqueleto en los años 1930) lo ubicaría entre los hijos más jóvenes de Vladímir. Se sugirió que este era un hijo extramatrimonial tras el divorcio de Vladímir de Rogneda y su casamiento con Ana Porfirogéneta, la hermana menor de Basilio II, o incluso que este era hijo de la misma Ana Porfirogéneta. Yaroslav aparece en la Saga nórdica con el nombre de Yarisleif el Cojo; su legendaria cojera (que provenía probablemente de un flechazo) fue corroborada por los científicos que examinaron sus restos.
En su juventud, Yaroslav fue enviado por su padre para gobernar las tierras del norte de Rostov pero fue transferido a Nóvgorod, como heredero mayor del trono, en 1010. Mientras vivía allí, fundó la ciudad de Yaroslavl en el Volga. La relación con su padre era aparentemente tensa, por lo que Vladímir legó el trono de Kiev a su hijo menor, Borís. En 1014, Yaroslav se negó a pagar tributo a Kiev y solo la muerte de Vladímir evitó la guerra.
Durante los siguientes cuatro años Yaroslav hizo una complicada y sangrienta guerra por Kiev contra su medio hermano Sviatopolk, que tenía el apoyo de su suegro, el duque Boleslao I el Bravo. Durante el curso de esta lucha varios de sus hermanos (Borís y Gleb, Sviatoslav) fueron brutalmente asesinados. La Crónica de Néstor acusa a Sviatopolk de haber planeado estos asesinatos, mientras que la Eymundar þáttr hrings es a menudo interpretada como una narración de la historia del asesinato de Borís por los Varegos a cargo de Yaroslav.
Yaroslav derrotó a Sviatopolk en su primera batalla, en 1016, y este huyó a Polonia. Pero Sviatopolk regresó con tropas polacas, suministradas por su suegro, el duque Boleslao I el Bravo, tomó Kiev y repelió a Yaroslav a Nóvgorod. En 1019, Yaroslav eventualmente prevaleció sobre Svyatopolk y estableció su dominio en Kiev. Una de sus primeras acciones como gran príncipe fue otorgar a los novgorodenses leales (quienes le ayudaron a recuperar el trono) varias libertades y privilegios. De esta manera se estableció la fundación de la República de Nóvgorod. Los novgorodenses respetaban a Yaroslav más que a otros príncipes kievitas y la espléndida residencia de la ciudad (donde a menudo se reunía el Veche), situada al lado del mercado, recibió el nombre de Yaroslávovo Dvorische. Se piensa que en este período Yaroslav promulgó el primer código de leyes en las tierras eslavas orientales, la Justicia de Yaroslav o conocida como Justicia de la Rus (Руська правда, Ruska Pravda) y escrita en antiguo eslavo oriental.

## Su reinado

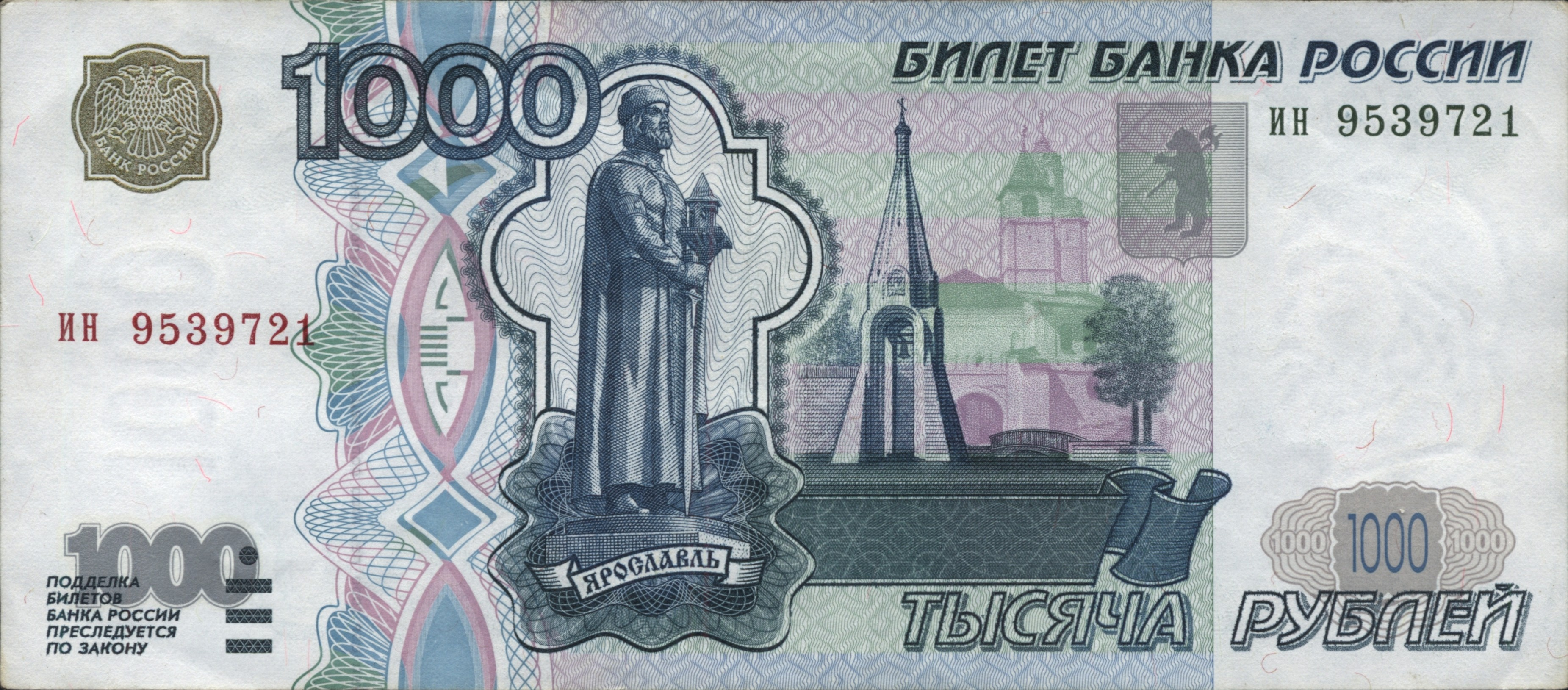
Monumento a Yaroslav en Yaroslavl representado en el billete de banco de 1000 rublos rusos.

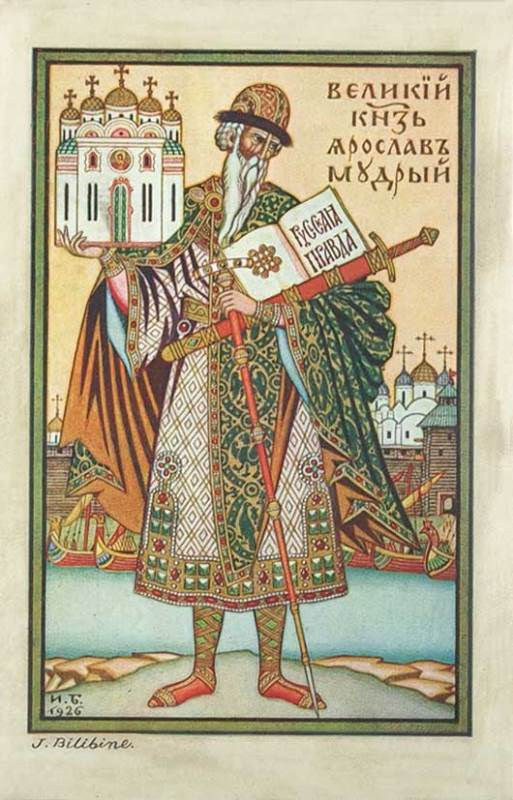
Yaroslav sostiene en sus manos la Catedral de Santa Sofía de Kiev y la Justicia de la Rus. Por Iván Bilibin.

Dejando a un lado la legitimidad de los reclamos de Yaroslav al trono de Kiev en su acusación por el asesinato de sus hermanos, Néstor y posteriormente varios historiadores rusos a menudo lo representan como un modelo de Sabio. Un lado menos atractivo de su personalidad puede ser revelado a través del hecho de que encarceló de por vida a su hermano menor, Sudislav. Otro de sus hermanos, Mstislav de Tmutarakáñ, cuyo reino bordeaba el Cáucaso Norte y el Mar Negro, se apresuró a Kiev y venció a Yaroslav en 1024. Inmediatamente Yaroslav y Mstislav dividieron el Principado de Kiev: mientras que Yaroslav permaneció con la ribera oriental del Dniéper, cuya capital es Chernígov, la ribera occidental fue cedida a Mstislav, hasta su muerte en 1036, año en el que Yaroslav reunió nuevamente todo el territorio del Estado de Kiev bajo su mando.
En su política exterior, Yaroslav contó con la alianza de Escandinavia e intentó debilitar la influencia del Imperio bizantino en Kiev. En 1030 reconquistó Rutenia Roja, y concluyó una alianza con el rey Casimiro I el Restaurador, cerrada con el posterior casamiento de la hermana de Yaroslav, María. En otro exitoso asalto militar, ese mismo año, conquistó el hipotético fuerte estoniano de Tarbatu, donde construyó su propio fuerte, que recibió el nombre de Yúriev (por San Jorge, o Yuri, santo patrono de Yaroslav). Además forzó a la provincia circundante de Ungannians a pagar un tributo anual.
En 1043 Yaroslav dirigió un asalto naval contra Constantinopla inducido por su hijo Vladímir y el vaivoda Vyshata. Aunque el ejército Rus fue derrotado  en la Guerra Ruso-Bizantina (1043), Yaroslav decidió terminar la guerra con un tratado favorable y el casamiento prestigioso de su hijo Vsévolod con la hija del emperador Constantino IX. Se sugirió que la paz fue ventajosa debido a que los kievitas tomaron posesión del Imperio bizantino en Crimea, Quersoneso.
Para defender a su estado de los Pechenegos y de otras tribus nómadas amenazadoras del sur, Yaroslav construyó una línea de fuertes, que abarcaban Yúriev, Boguslav, Kániv, Kórsuñ y Pereyáslav. Para celebrar su decisiva victoria sobre los Pechenegos en 1036 (quienes nunca trataron con Kiev), este patrocinó la construcción de la catedral de Santa Sofía de Kiev, que fue uno de los edificios más representativos del siglo XI, en 1037. Otros celebrados monumentos de su reino, tales como la Puerta de Oro de Kiev, sufrieron un grave deterioro.
Yaroslav fue un destacado patrocinador de libros de cultura y del aprendizaje. En 1051 tuvo un monje ruso, Ilarión (Hilario), que proclamó a Kiev metropolitana, cambiando de esta manera la antigua tradición bizantina de ubicar a los griegos en sedes episcopales. El discurso de Ilarión sobre Yaroslav y su padre Vladímir es a menudo citado como el primer trabajo de la literatura rusa.

## Vida familiar y posteridad

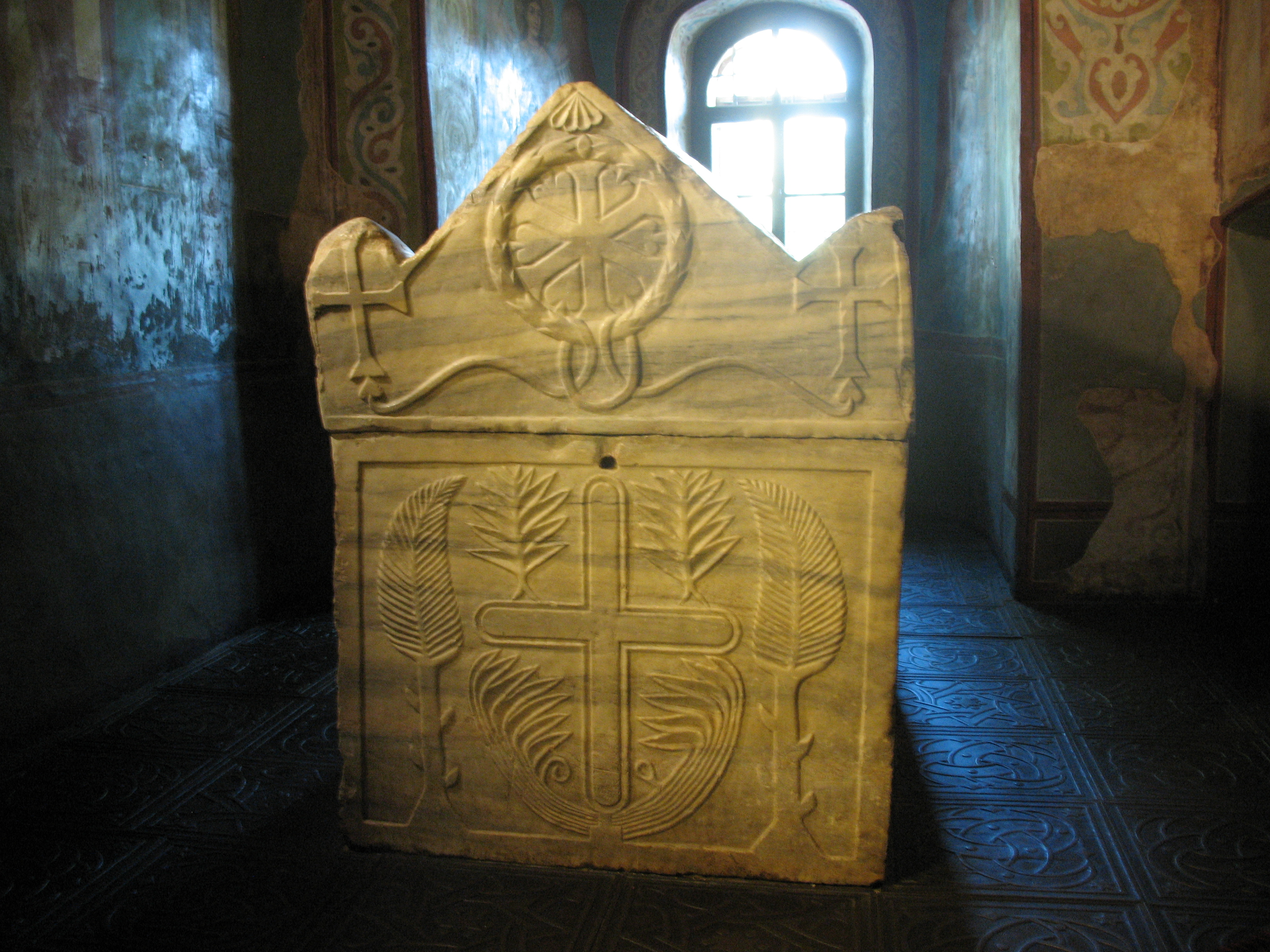
Sarcófago de Yaroslav I el Sabio en la Catedral de Santa Sofía de Kiev.

En 1019, Yaroslav se casó con Ingegerd Olofsdotter, hija del rey vikingo de Suecia Olaf Skötkonung, y le dio la ciudad y condado de Ládoga como regalo de casamiento y parte del trato. Más tarde, al tomar los hábitos monacales, ella recibió el nombre de Ana (era fundadora de los primeros conventos de monjas en los territorios de Rus y después de la muerte estuvo canonizada por la iglesia ortodoxa). Se presume que Yaroslav había estado casado anteriormente con una mujer también llamada Ana, hija de Conrado de Suabia.
En la Catedral de Santa Sofía de Kiev uno puede ver un fresco que representa a la familia entera: Yaroslav, Irene (o Ingigerd, como era conocida en Rus) y sus cinco hijas y cinco hijos. Yaroslav casó a tres de sus hijas con príncipes extranjeros, exiliados, que vivieron en su palacio: Isabel (Yelizaveta) con Harald III de Noruega (que obtuvo su mano por sus hazañas militares en el Imperio bizantino); Anastasia de Kiev con el futuro Andrés I de Hungría y su hija menor, Ana de Kiev, se casó con Enrique I de Francia, que rigió en este país durante la minoría de edad de su hijo. Otra hija puede haber sido la Ágata que se casó con Eduardo el Exiliado, heredero del trono de Inglaterra, y que fue madre de Edgar Atheling y Santa Margarita. Su hija mayor Dobroñega o Dobroñeva (o según otros fuentes su hermana) se casó con Casimiro I el Restaurador, rey de Polonia.
Yaroslav tuvo un hijo de su primer matrimonio con Anna, hija de Conrad de Swabia(?), (cuyo nombre cristiano era Ilyá (1020†). Yaroslav le casó con Estrid-Margarita (?), hija de Svend I de Dinamarca), y seis hijos de su segundo matrimonio. Teniendo en cuenta el daño que podría sobrevenir de las divisiones entre hermanos, les recomendó enfáticamente vivir en paz entre ellos. El mayor de estos, Vladímir de Nóvgorod, más conocido por haber construido la catedral de Santa Sofía de Nóvgorod, falleció antes que su padre (1020-1052). Tres de sus otros hijos—Iziaslav, Sviatoslav (1027-1076) y Vsévolod (1030-1093)—reinaron en Kiev uno tras otro. Los hijos más jóvenes de Yaroslav eran Ígor de Volinia (1036-1060) y Viacheslav de Smolensk (1036-1057).